# Neptune (1803)
Pour les articles homonymes, voir Neptune.
Le Neptune est un navire de guerre d'abord français de 1803 à 1808, puis espagnol (Neptuno) jusqu'en 1820.
C'est un vaisseau de ligne de 80 canons sur deux ponts de la classe Bucentaure, construit par le « Vauban de la marine » Jacques-Noël Sané à Toulon de 1801 à 1803.
Il participe à la bataille de Trafalgar, et est un des navires français qui s'échappent après la bataille. Il navigue jusqu'à Cadix, qu'il quitte deux jours plus tard pour participer à la contre-attaque menée par le capitaine Cosmao.
Il reste à Cadix jusqu'au 14 juin 1808, date à laquelle il est capturé par les Espagnols qui le renomme Neptuno ; il est démoli en 1820.

## Autres navires ayant porté le nomNeptune

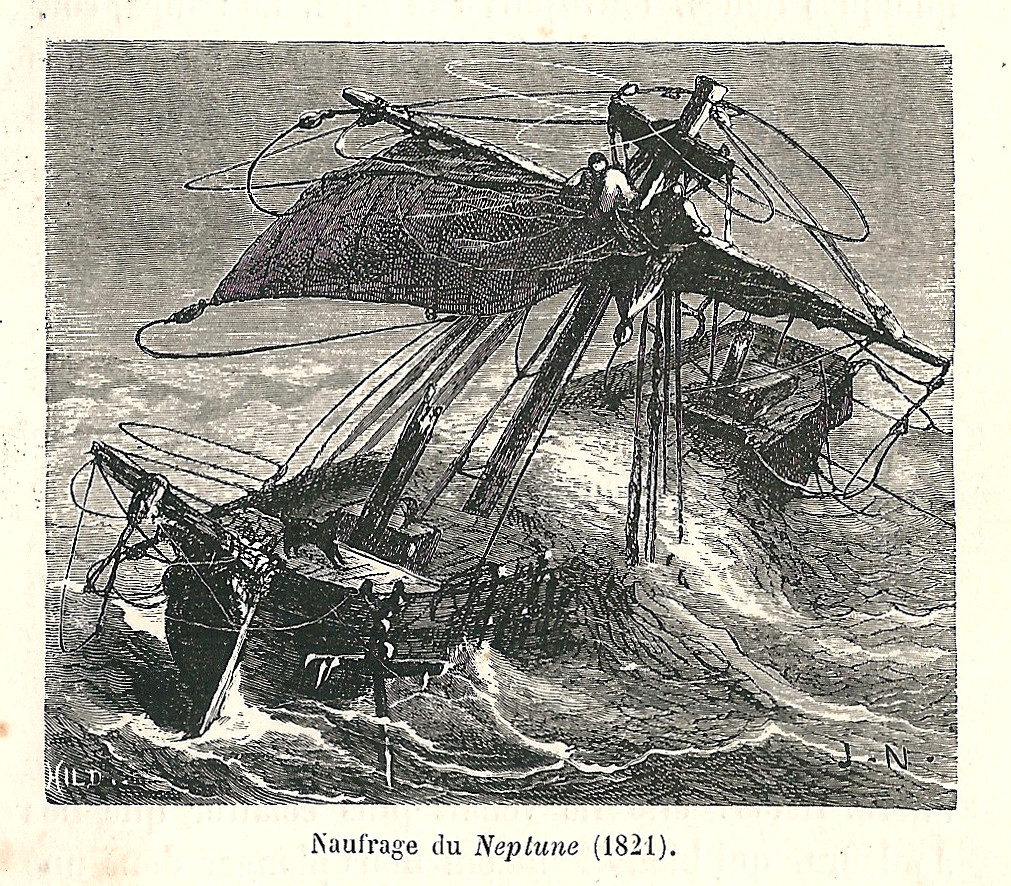
Le naufrage du brick Neptune en 1821.

De nombreux autres navires ont porté ce nom. Parmi eux :
- Le Neptune, vaisseau français percé de 36 canons, commandé par le capitaine de la Porte-Barré, second de Mahé de La Bourdonnais, faisant partie de l'escadre française qui prit Madras en 1746[1].
- Le Neptune, navire marchand anglais, qui s'échoue dans la nuit du 22 au 23 janvier 1792 à Plouguerneau et est pillé par une meute pilleurs d'épaves du Pays pagan[2]. Il transportait entre autres de la porcelaine de Chine[3].
- Le Neptune (1778), vaisseau de ligne de 74 canons de la flotte française.
- Le brick Neptune, partit de Sète et largement endommagé dans une tempête le 24 décembre 1821 au large de Barcelone. N'ayant pas coulé mais devenu une épave, les naufragés restés à bord furent sauvés par la galiote hollandaise Good-Hope le 1er janvier 1822[4].
- Le Neptune (1818-1868), un vaisseau français de 80 canons, deuxième du nom de la classe Bucentaure.
- Le Neptune, un bateau de transport haïtien reliant Jérémie (ville située au sud d'Haïti) et Port-au-Prince, a fait naufrage le 16 février 1993 ; ce naufrage a fait 800 morts et près de 500 disparus[5].
- L'Union Neptune, petit cargo battant pavillon des îles Cook près de la Nouvelle-Zélande, a fait naufrage près de l'Île d'Oléron le 29 juillet 2011 ; il transportait de l'oxyde de fer, un poison pour les fonds marins[6].